# Informe Black
El Informe Black fue un documento publicado en 1980 por el Departamento de Salud y Seguridad Social del Reino Unido titulado "Desigualdades en salud", y que se popularizó bajo el nombre del presidente del comité, Douglas Black. Se demostró que aunque la salud en general había mejorado desde la introducción del estado de bienestar existían desigualdades de salud generalizadas, como por ejemplo la tasa bruta de mortalidad que era el doble en la clase social más baja que en la más alta, y que la brecha entre los dos estaba aumentando y no reduciéndose como se esperaba. También encontró que la principal causa de estas desigualdades se debía a causas económicas.

## Contexto histórico
El informe Black fue encargado en marzo de 1977 por David Ennals, Secretario de Estado de Trabajo, tras la publicación de un artículo de dos páginas de Richard Wilkinson en la revista New Society el 16 de diciembre de 1976, titulado Dear David Ennals .
En las elecciones generales del 3 de mayo de 1979, los conservadores fueron elegidos por lo que el informe Black fue publicado bajo el mandato de Margaret Thatcher en el Gobierno Conservador. En el mismo prólogo del informe, el ministro conservador Patrick Jenkin declaró que "la opinión de que las causas de las desigualdades en salud están tan arraigadas que solo un programa importante y de amplio alcance de gasto público es capaz de alterar el patrón". Dejó claro que "los gastos adicionales en la escala que podrían resultar de las recomendaciones del informe - la cantidad involucrada podría ser más de 2 mil millones de libras al año - es bastante poco realista en las circunstancias económicas actuales o previsibles, aparte de cualquier juicio que pueda estar formado por la eficacia de dichos gastos para hacer frente a los problemas identificados ". Acorde con la visión liberal del gobierno de Magaret Thatcher, una de las medidas que se tomaron en la administración pública durante los siguientes años fue modificar el término "desigualdades sociales en salud" por el de "variaciones sociales en salud", estableciendo que una diferencia en la salud no tenía porque ser injusta.
Desde el propio gobierno tan solo se distribuyeron 240 fotocopias, y no se realizó ninguna rueda de prensa oficial. El informe tuvo un gran impacto en el pensamiento político de la población del Reino Unido así como en el extranjero, motivando la realización de estudios similares en otros países, aunque a menudo no se han llegado a traducir en cambios socioeconómicos reales. Condujo a una evaluación por parte de la Oficina de Cooperación y Desarrollo Económicos y la Organización Mundial de la Salud de las desigualdades en salud en 13 países, aunque no en el propio Reino Unido.
La profesora Clare Bambra en 2016 comparó el informe con el Informe Acheson posterior y el informe posterior de Michael Marmot. Dijo que al menos entre 1997 y 2003, la política de salud en el Reino Unido reflejaba algunas de las ideas expuestas en los informes Black y Acheson. Se hizo hincapié sistemáticamente en la necesidad de abordar los determinantes sociales y económicos que modulan las desigualdades en salud, así como en el compromiso de emplear políticas gubernamentales transversales para abordar las desigualdades. Lo que es más importante, para 2004, también se introdujeron metas nacionales para reducir las desigualdades en salud con un enfoque en la esperanza de vida y la tasa de mortalidad infantil. Se introdujeron una serie de iniciativas como las zonas de acción sanitaria, centros de vida saludable, programas de mejora de la salud y el New Deal for Communities enfocado a las comunidades más desfavorecidas. Pero, quizás debido a estas iniciativas, de 2004 a 2007, la política de salud pública se alejó de los determinantes sociales y económicos y se centró más en los servicios de salud y los hábitos de vida. Los objetivos del informe Desigualdades en salud se abandonaron en todo el Reino Unido en 2011. El efecto de la política en la reducción de la desigualdad en salud fue moderado.

## Conclusiones y recomendaciones del informe
El informe llegó a la conclusión de que las desigualdades socioeconómicas existentes en el Reino Unido se traducían en importantes desigualdades en la salud, y más concretamente en factores como la tasa bruta de mortalidad, la mortalidad infantil o en el impacto de enfermedades concretas como la tuberculosis. Encontró que la tasa de mortalidad de los hombres adultos de los trabajadores no calificados era casi el doble que la de los hombres adultos de la clase social alta. En las tasas de mortalidad por enfermedades específicas, la brecha era aún mayor. Por ejemplo, para la tuberculosis, la tasa de mortalidad en la clase social baja era 10 veces mayor que la de la clase social alta; para la bronquitis f5 veces más alta y para el cáncer de pulmón y el cáncer de estómago 3 veces más alta. La tasa de mortalidad neonatal era del doble, y en el primer año de vida cinco veces más alta. 
Concluía que los efectos estaban fuera del alcance del sistema nacional de salud, ya que abarcaban aspectos mucho más amplios como el nivel de ingresos, el paro, la contaminación medioambiental, la educación, la vivienda, el transporte o el estilo de vida.
Las recomendaciones se centraron en una redistribución de los esfuerzos del sistema de salud público, haciendo hincapié en las zonas más desfavorecidas; y en la necesidad de la mejora de los datos que formaban parte de las estadísticas y de los registros sanitarios. Por otro lado se recomendó una mejora generalizada de las condiciones materiales de vida, sobre todo en la infancia, señalando que la pobreza es el principal desencadenante de la enfermedad, y está más allá de la medicina.

## Publicaciones relacionadas
Penguin Books publicó una versión abreviada del Black Report en 1982, lo que hizo que el estudio estuviera disponible de forma más amplia.
El informe Whitehall publicado en 1987 llegó a las mismas conclusiones que el Informe Black, al igual que el informe Acheson más tarde en 1998, y el Marmot Review en 2010.
En España se han realizado diversos estudios en relación con las desigualdades en la salud como el informe Navarro-Belach de 1996, con el título Desigualdades sociales en salud en España, encargado durante el mandato del PSOE y entregado bajo el mandato del PP. Otro informe es el "Las desigualdades sociales en salud y la atención primaria" realizado por la SESPAS en el año 2012.